# Галуфо (Козенца)
Галуфо је насеље у Италији у округу Козенца, региону Калабрија.
Према процени из 2011. у насељу је живело 83 становника. Насеље се налази на надморској висини од 354 м.